# اینترگراف
اینترگراف (انگلیسی: Intergraph) شرکت نرم‌افزار آمریکایی است، که در سال ۱۹۶۹ تأسیس شد.